# Vito Rizzuto
Vito Rizzuto (Cattolica Eraclea, 21 febbraio 1946 – Montréal, 23 dicembre 2013) è stato un mafioso italiano naturalizzato canadese, soprannominato il Teflon Don canadese (per differenziarlo dall'originale Teflon Don: John Gotti).

## Biografia

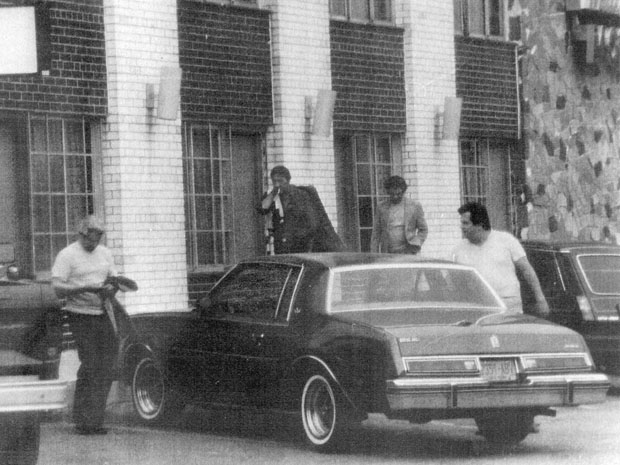
Vito Rizzuto, in abito scuro, nel 1981 a New York con Gerlando Sciascia (a sinistra) e Joseph Massino (primo a destra)

Rizzuto emigrò in Canada nel 1954 con la sua famiglia, stabilendosi a Montréal. Figlio del boss  italo-canadese della Famiglia Rizzuto, Nicolo Rizzuto alleato dei Cuntrera-Caruana, gruppo criminale siculo-canadese con a capo il Boss Giuseppe Caruana.
Inizia a gestire gli affari del padre a Montréal dopo che negli anni settanta fa una lunga guerra per eliminare i sottoposti del nuovo capo Paolo Violi. Rizzuto ha avuto tre figli, tra cui Leonardo e Nick Rizzuto. Leonardo Rizzuto, presunto boss della famiglia dopo l'omicidio di suo fratello Nick Rizzuto.
Secondo l'operazione Colisée Stefano Sollecito sarebbe il nuovo boss della mafia a Montreal, il quale già gestiva gli affari illeciti con Leonardo Rizzuto; Leonardo e Stefano furono entrambi arrestati. Il 19 febbraio 2018, furono rilasciati dal carcere, prosciolti dalle accuse di gangsterismo e cospirazione per traffico di cocaina.
Il 5 maggio 1981, uccide Alphonse Indelicato, Dominick Trinchera e Philip Giaccone, appartenenti alla famiglia Bonanno, questi sospettati di tradimento da Joseph Massino.

### Consortium
Considerato di pari livello dai boss italo-americani statunitensi, in Canada crea quello che verrà poi chiamato Consortium, una sorta di alleanza tra tutte le famiglie canadesi, la mafia russa, gli Hells Angels, le bande irlandesi e i cartelli colombiani.
Ognuno ha uno spazio in cui fare le sue attività criminali e uniti gestiscono il traffico di droga.
Rizzuto, grazie ai nuovi guadagni incamerati dal narcotraffico investe in attività imprenditoriali in Gran Bretagna, Francia e Congo.

### Appalto per il ponte di Messina
All'inizio del 2001 inizia a preparare in Italia l'inserimento nell'appalto per la costruzione del ponte sullo Stretto di Messina con 5 miliardi di dollari e grazie ai suoi stretti rapporti sia con Cosa Nostra sia con la 'ndrangheta.

### Carcerazione
Quando Salvatore Vitale, cugino del boss della famiglia Bonanno confessa, e quando altri 5 collaboratori confermano le confessioni di Vitale il 20 gennaio 2004 in Canada l'FBI lo arresta per concorso in triplice omicidio. Il 17 agosto 2006, sia gli Stati Uniti che l'Italia chiedono la sua estradizione. Il 4 maggio 2007, Rizzuto si è dichiarato colpevole di cospirazione per commettere omicidio e accuse di racket, ammettendo di essere stato presente al triplice omicidio nel 1981, ma ha dichiarato di aver urlato "è un rapimento", mentre altri hanno sparato; ha ricevuto una condanna a 10 anni di prigione all'ADX Florence.

### Uccisione del figlio
Il 28 dicembre 2009 Nick Rizzuto, figlio di Vito, viene ucciso nel centro di Montréal da un killer che lo ha freddato con un'arma da fuoco, davanti a diversi testimoni. È stato sepolto in una bara d'oro.

### Uccisione del padre
Il 10 novembre 2010, suo padre Nicolo Rizzuto, 86 anni, patriarca della famiglia, viene assassinato da un tiratore scelto che ha sparato attraverso la finestra della sua abitazione a Montréal, la polizia del luogo preferisce però non rilasciare indiscrezioni sull'accaduto..

### Uscita di prigione, morte e funerali
Vito Rizzuto è uscito di prigione il 5 ottobre 2012 e avrebbe commissionato almeno 6 omicidi continuando quella guerra cominciata quando era ancora in carcere che gli causarono la morte del padre e del figlio. È morto per complicazioni polmonari all'età di 67 anni il 23 dicembre 2013, al Sacre Coeur Hospital di Montréal.
I funerali sono avvenuti il 30 dicembre 2013 alla chiesa della Madonna della Difesa, nella Little Italy di Montréal, dove furono officiati anche i funerali del padre e del figlio; la salma è stata riposta in una bara d'oro.

## Influenza sui media
L'esperto di mafia Antonio Nicaso e Peter Edwards hanno pubblicato un libro sugli eventi finali di Vito Rizzuto, Business or Blood: Mafia Boss Vito Rizzuto's Last War (2015). Successivamente è stato adattato alla serie televisiva di Bad Blood del 2017, in cui è stato interpretato da Anthony LaPaglia.